# Le Passager (film, 1928)
Pour les articles homonymes, voir Le Passager.
Pour plus de détails, voir Fiche technique et Distribution.
Le Passager est un film français réalisé par Jacques de Baroncelli et sorti en 1928.

## Fiche technique
- Réalisation : Jacques de Baroncelli
- Scénario : Jacques de Baroncelli d'après une œuvre de Frédéric Boutet
- Production : Cinéromans - Films de France
- Distribution : Pathé Consortium Cinéma[1]
- Photographie : Louis Chaix, René Moreau
- Décorateur : Robert Gys
- Date de sortie : 
  - France : 9 novembre 1928

## Distribution
- Charles Vanel : le passager
- Nicolas Redelsperger : le capitaine
- Abel Sovet : le second
- Michèle Verly : Marie Lepage, la nièce du capitaine
- Jean Mercanton : l'enfant
- Walter Byron